# VCY1B
VCY1B (англ. Variable charge, Y-linked) – білок, який кодується однойменним геном, розташованим у людей на довгому плечі Y-хромосоми. Довжина поліпептидного ланцюга білка становить 125 амінокислот, а молекулярна маса — 12 917.
| 10         |  | 20         |  | 30         |  | 40         |  | 50         |
| ---------- |  | ---------- |  | ---------- |  | ---------- |  | ---------- |
| MSPKPRASGP |  | PAKAKETGKR |  | KSSSQPSPSG |  | PKKKTTKVAE |  | KGEAVRGGRR |
| GKKGAATKMA |  | AVTAPEAESG |  | PAAPGPSDQP |  | SQELPQHELP |  | PEEPVSEGTQ |
| HDPLSQESEL |  | EEPLSKGRPS |  | TPLSP      |  |            |  |            |

A: Аланін

D: Аспарагінова кислота

E: Глутамінова кислота

G: Гліцин

H: Гістидин

K: Лізин

L: Лейцин

M: Метіонін

P: Пролін

Q: Глутамін

R: Аргінін

S: Серин

T: Треонін